# Jean-Baptiste Liagre

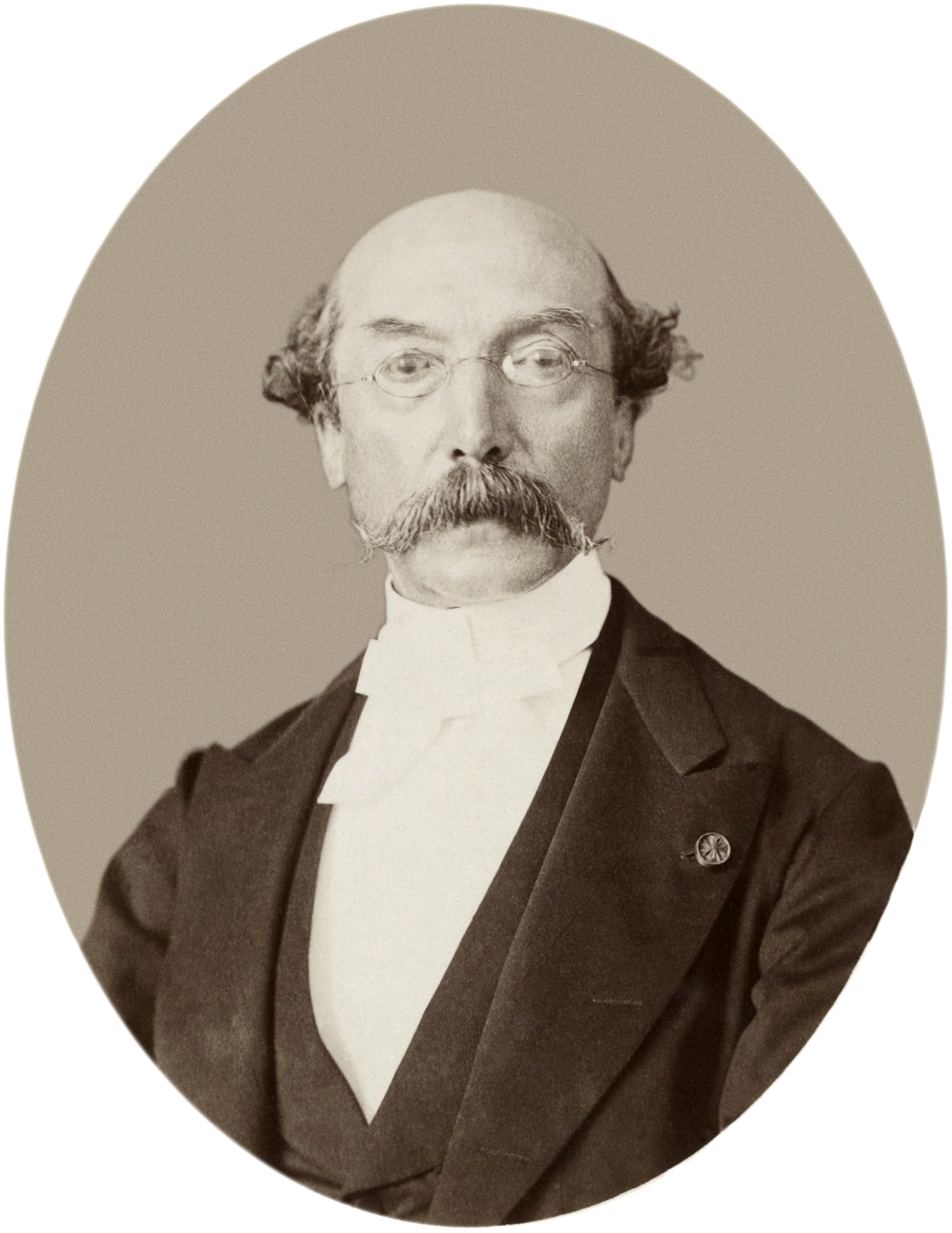
Jean-Baptiste Liagre

Jean-Baptiste Joseph Liagre (Doornik, 18 februari 1815 - Elsene, 13 januari 1891) was een Belgisch militair en minister van Oorlog.
Jean-Baptiste Joseph Liagre bouwde een academische carrière uit bij de Koninklijke Militaire School. Hij was specialist in kansberekening en foutentheorie, die hij toepaste om een Belgisch geodetisch netwerk uit te bouwen. In 1869 wordt hij commandant van de Koninklijke Militaire School.
In 1874 wordt hij generaal. In 1879 wordt hij minister van Oorlog, maar het jaar daarop treedt hij af omwille van de politieke polemiek rond de aangewezen strategie voor de bruggen en forten aan de Maas.
Op 24 juni 1885 wordt hij na Edwin Chadwick het tweede erelid van het dan net opgerichte Internationaal Statistisch Instituut.
- Bibliothèque nationale de France: cb10730736x (data)
- Gemeinsame Normdatei: 117671487
- International Standard Name Identifier: 0000 0000 7325 9014
- Library of Congress Control Number: no2004074211
- Nationale bibliotheek van Australië: 35724809
- Nederlandse Thesaurus van Auteursnamen: 191336157
- Système universitaire de documentation: 076394182
- Trove: 1059366
- Virtual International Authority File: 7688979
- WorldCat: E39PBJgMB4xrWbxYmyjqV3r8YP